# Michael Huffington
Michael Huffington, né le 3 septembre 1947, est un homme politique et producteur américain.

## Biographie
Il obtient un diplôme en ingénierie et en économie à Stanford puis un MBA à Harvard. Sa fortune personnelle provient de ses activités de banquier et de l'entreprise familiale Roy M. Huffington Inc., établie à Houston et spécialisée dans le pétrole, le gaz et l'immobilier. Il détient également une société de production de films,.
Huffington se lance en politique en 1992. Il se présente dans le 22e district de Californie qui comprend en partie les comtés de Santa Barbara et San Luis Obispo. Il dépense plus de 3,5 millions de dollars dans la primaire républicaine qu'il remporte face au représentant sortant, Robert J. Lagomarsino (en). Il dépense au total plus de 5,4 millions de dollars de sa fortune personnelle pour être élu, ce qui fait alors de l'élection la plus chère de l'histoire pour une élection à la Chambre des représentants. Il est élu avec 52,5 % des voix contre 34,9 % à la démocrate Gloria Ochoa.
En 1994, il entre dans la course sénatoriale face à la démocrate sortante Dianne Feinstein. Il remporte d'abord la primaire républicaine face à William E. Dannemeyer (en). Avec 28 millions de dollars dépensés lors de la campagne, il brise un nouveau record. Jamais un candidat n'avait dépensé autant d'argent dans une campagne politique aux États-Unis, hors élection présidentielle. Dès lors, la réélection de Feinstein n'est plus assurée. L'élection devient également l'une des plus « sales » de l'histoire sénatoriale avec des attaques personnelles contre la femme du candidat, Arianna Huffington, et des accusations d'emploi d'immigrés clandestins. Huffington perd finalement de peu face à Feinstein, réunissant 44,83 % des voix contre 46,7 % pour la sénatrice sortante.
Après sa carrière politique, il est notamment producteur, produisant par exemple la série The Secret Adventures of Jules Verne ou le film Geography Club.

## Vie privée
De 1986 à 1997, il est marié à l'auteure Arianna Huffington, avec qui il a deux filles : Christina et Isabella.
L'année suivant son divorce, il fait son coming out dans un article écrit par son ami David Brock dans le magazine Esquire, qui le qualifie à tort de « gay ». Huffington est en effet bisexuel. Depuis son coming out, il a financé plusieurs films et causes LGBT et fait partie des Log Cabin Republicans,.
Il grandit dans une famille presbytérienne, puis devient épiscopalien à 38 ans. Après un voyage à Istanbul en 1996, il se convertit à l'Église orthodoxe. Il participe à la création du Huffington Ecumenical Institute de l'université Loyola Marymount pour approfondir le dialogue entre orthodoxes et catholiques.